# Gopher

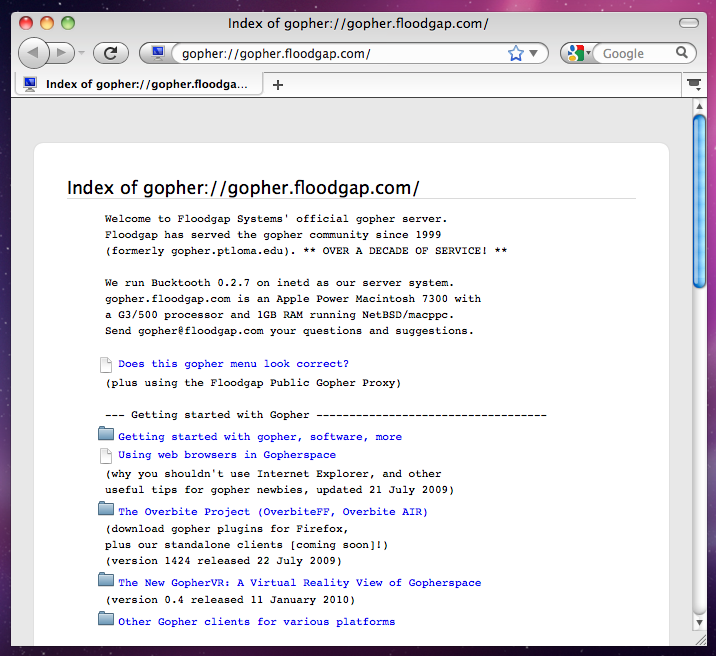
Gopher.

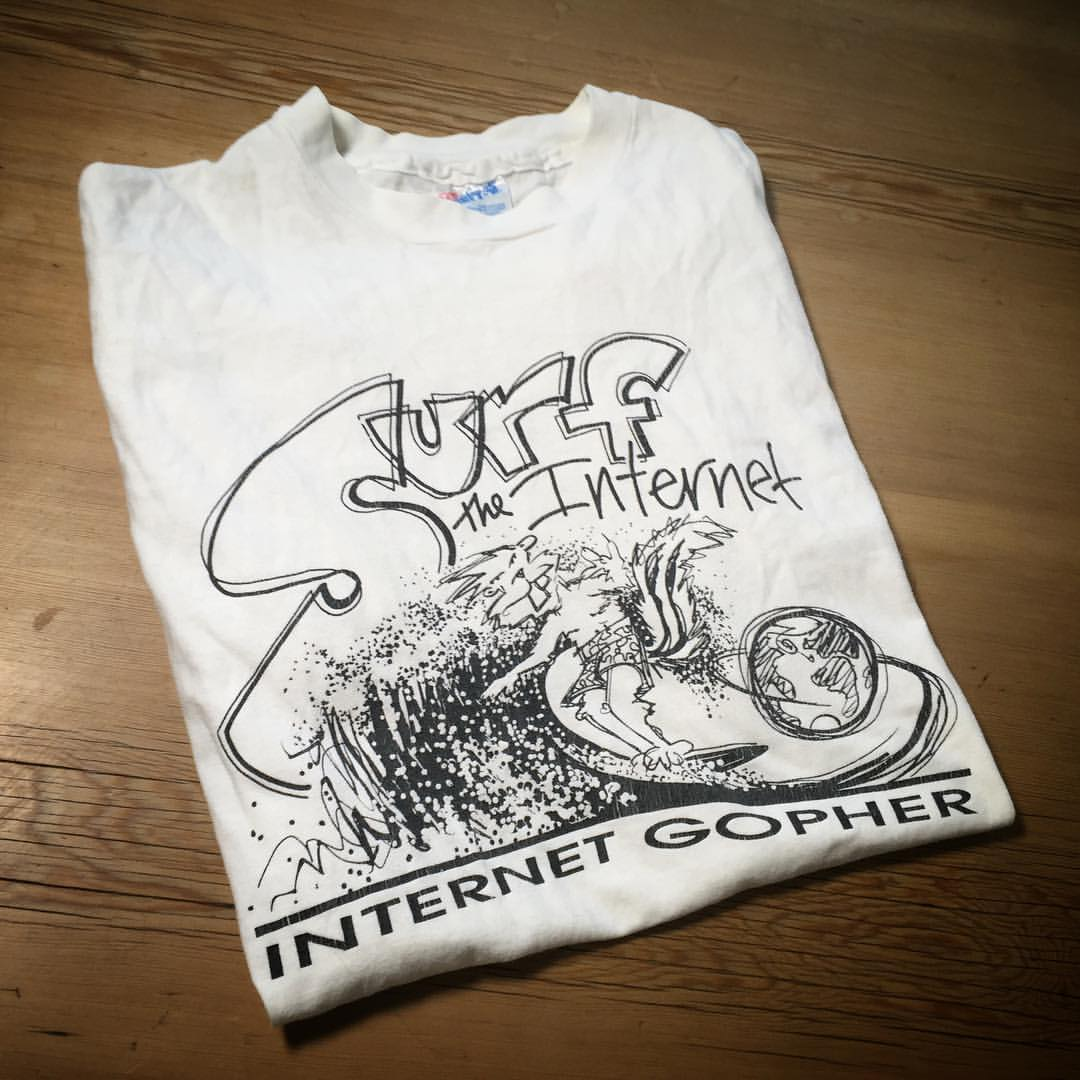
Tröja från Gopher.

Gopher är ett textbaserat menysystem och nätverksprotokoll designat för sökning av dokument på internet. Det är en föregångare till World Wide Web och var både populärt och utbrett, men har numera spelat ut sin roll. 
Gopher skapades av den amerikanske programmeraren Mark P. McCahill och lanserades 1991. Systemet var till skillnad från World Wide Web mappbaserat. Gopher skapades på University of Minnesota och namngavs efter skolans maskot ("go-for", en hjälpreda som går och hämtar saker). Surfandet med Gopher sker genom att klicka på kategoriernas rubriker som tar användaren till nya underrubriker. Systemet kräver därmed många klick för att komma fram till målsidan. Även länkar till andras inlägg är tvungna att först kategoriseras. Två textbaserade sökmotorer, Veronica och Jughead, används för att söka i de databaser som finns lagrade i Gophers system. Kommunikationen sker via TCP på port 70 och protokollet finns dokumenterat i RFC 1436.
År 1994 gick World Wide Web om Gopher i popularitet. En av anledningarna till detta kan ha varit att University of Minnesota 1993 började ställa krav på betalning för att använda Gophers servrar, något som skrämde bort många användare. En annan förklaring är konkurrentens länksystem, som blev en succé i och med lanseringen av webbläsaren Mosaic.
Gopher-tjänster används fortfarande. I november 2014 var antalet Gopherservrar i världen 144 stycken.